# Здание пансиона Симбирской гимназии
Здание пансиона Симбирской гимназии — здание пансиона Симбирской классической гимназии, в котором В. И. Ленин неоднократно бывал у своих товарищей-гимназистов в период учёбы в гимназии. Построено в 1847 году. С 1974 года — объект культурного наследия федерального значения. Расположено в Ульяновске на Спасской улице, дом 14.

## История

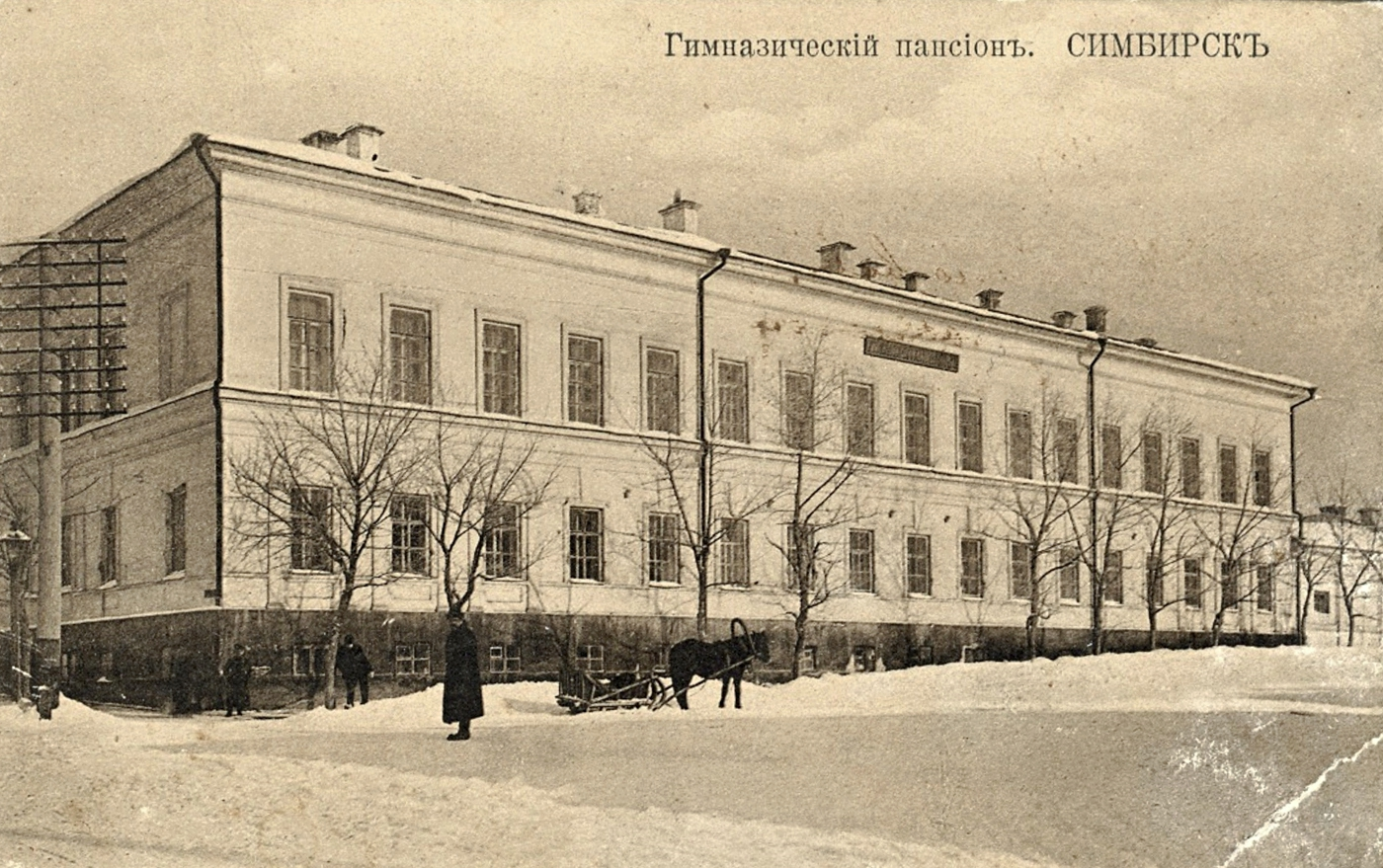
Пансион Симбирской гимназии (фото 1910-х гг.).

В 1831 году при гимназии было открыто благотворительное учреждение Симбирского дворянства, в котором на полном обеспечении содержались и обучались дети бедных дворян. Когда число воспитанников приблизилось к 20-ти, то по положению, в 1835 году, на основе этого благотворительного учреждения открывается пансион при гимназии.
23 августа 1836 года Симбирскую губернскую гимназию и Благородный пансион посетил император Николая I, в сопровождении А. Х. Бенкендорфа и Э. И. Стогова.
24 июня 1837 года гимназию и пансион посетил наследник российского престола великий князь Александр Николаевич, будущий император Александр II «Освободитель», в сопровождении поэта В. А. Жуковского.
В 1842—1847 гг., по проекту архитектора И. А. Бенземана, был построен новый пансион для гимназии.
19 августа 1864 года здания гимназии и пансиона сгорели. Гимназический пансион после пожара вновь был открыт 22 декабря 1866 года, когда, согласно новому уставу, было разрешено принимать в пансион детей всех сословий.
18 мая 1868 года гимназию, Сергиевскую церковь при Симбирской гимназии и пансион посетил великий князь Владимир Александрович, в сопровождении генерала-адъютанта графа Б. А. Перовского и бывшего Оренбургского генерала-губернатора генерала-адъютанта Н. А. Крыжановского.
После Октябрьской революции здание несколько раз меняло своё назначение, в 1917—1918 гг. в нём размещались штаб и красногвардейские отряды Симбирска, затем губернская Советско-партийная школа, горздравотдел. В настоящее время в этом здание размещается Управление образования администрации города Ульяновска.

### Охранный статус
Постановлением Совета Министров РСФСР от 04.12.1974 № 624 "О дополнении и частичном изменении Постановления Совета Министров РСФСР от 30 августа 1960 г. № 1327 «О дальнейшем улучшении дела охраны памятников культуры в РСФСР», «Здание пансиона Симбирской мужской классической гимназии, в котором В. И. Ленин неоднократно бывал у своих товарищей-гимназистов в период учёбы в гимназии», получил статус объекта культурного наследия города Ульяновска федерального значения.

## Галерея

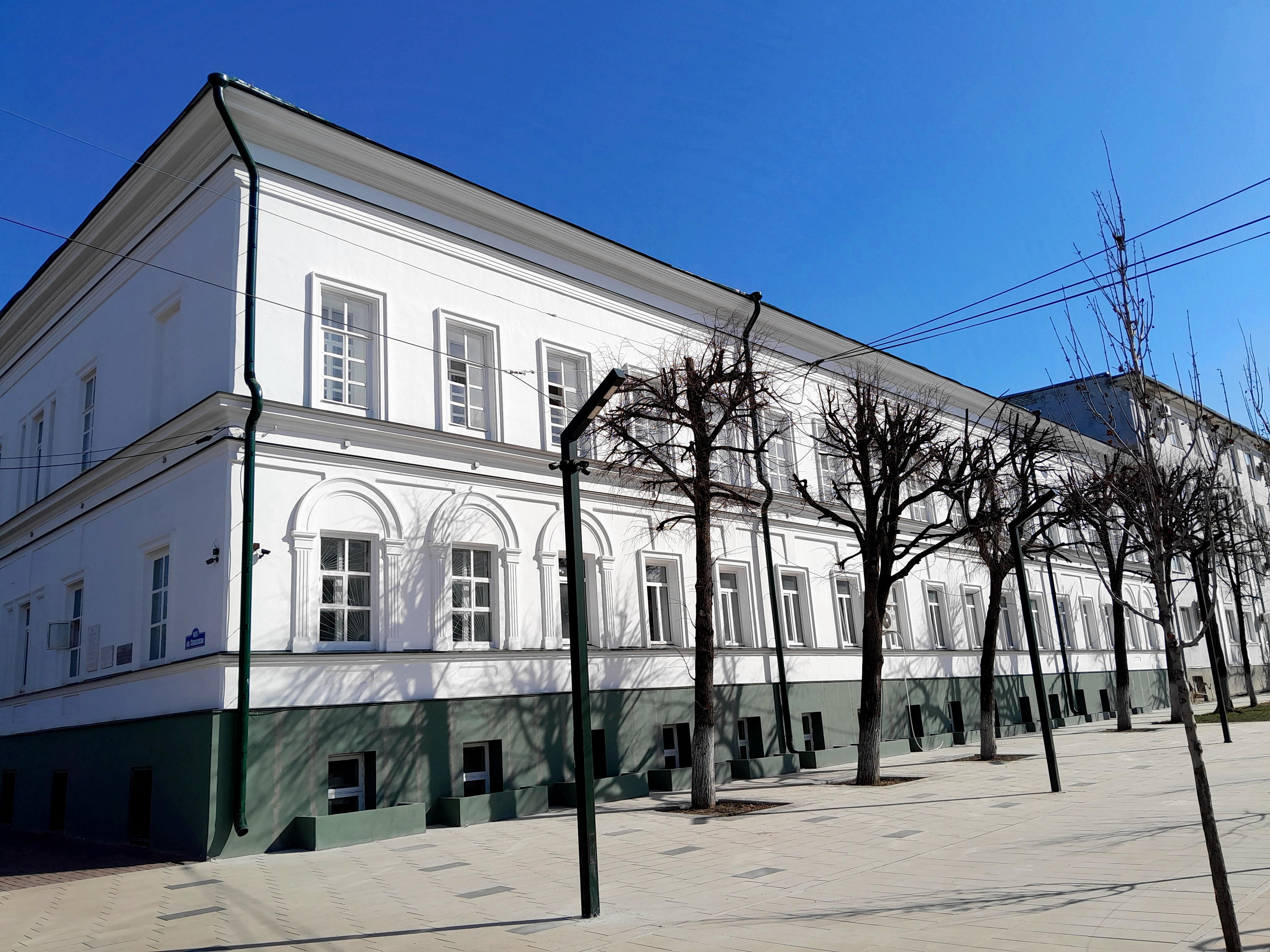
Здание пансиона Симбирской гимназии.
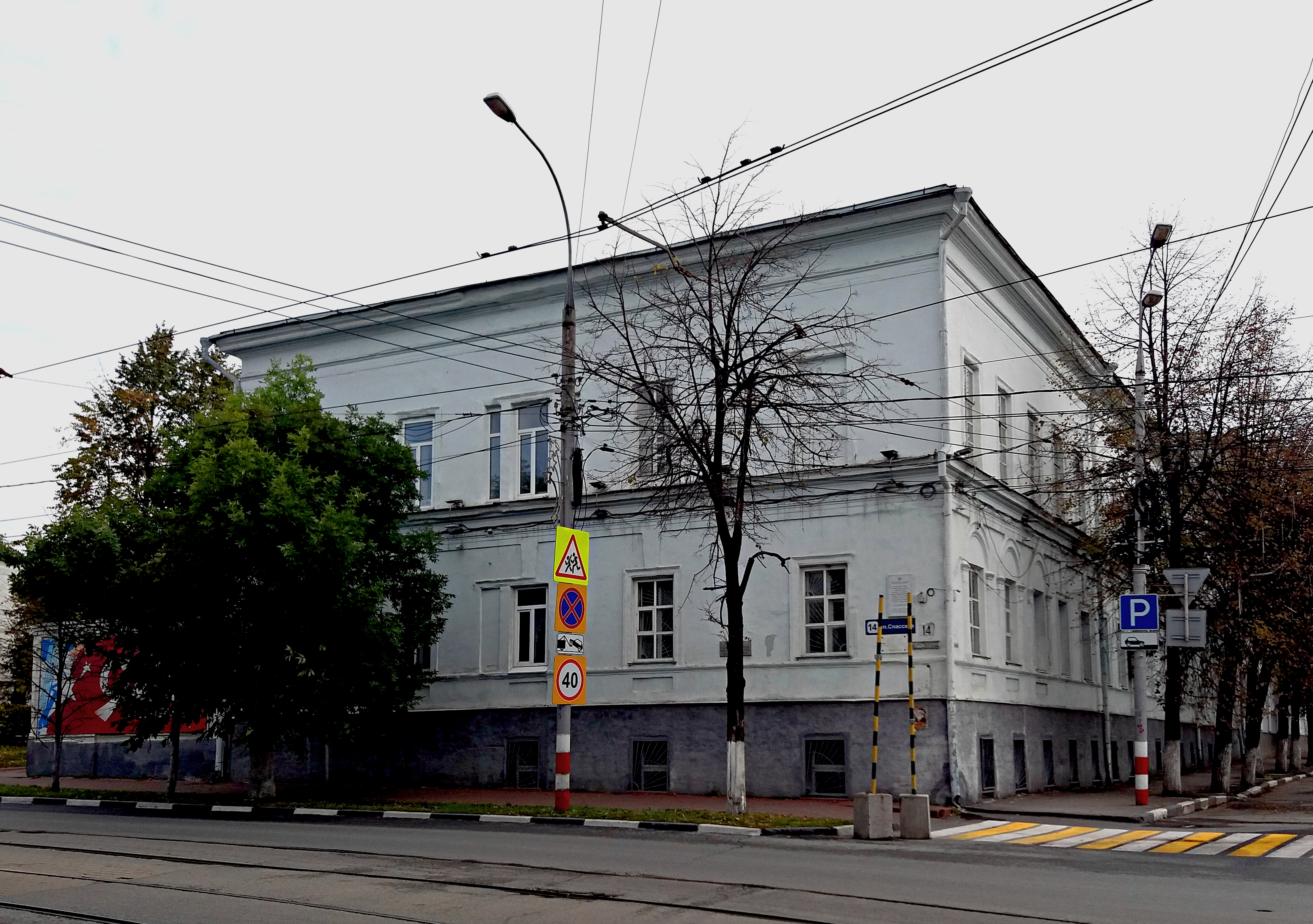
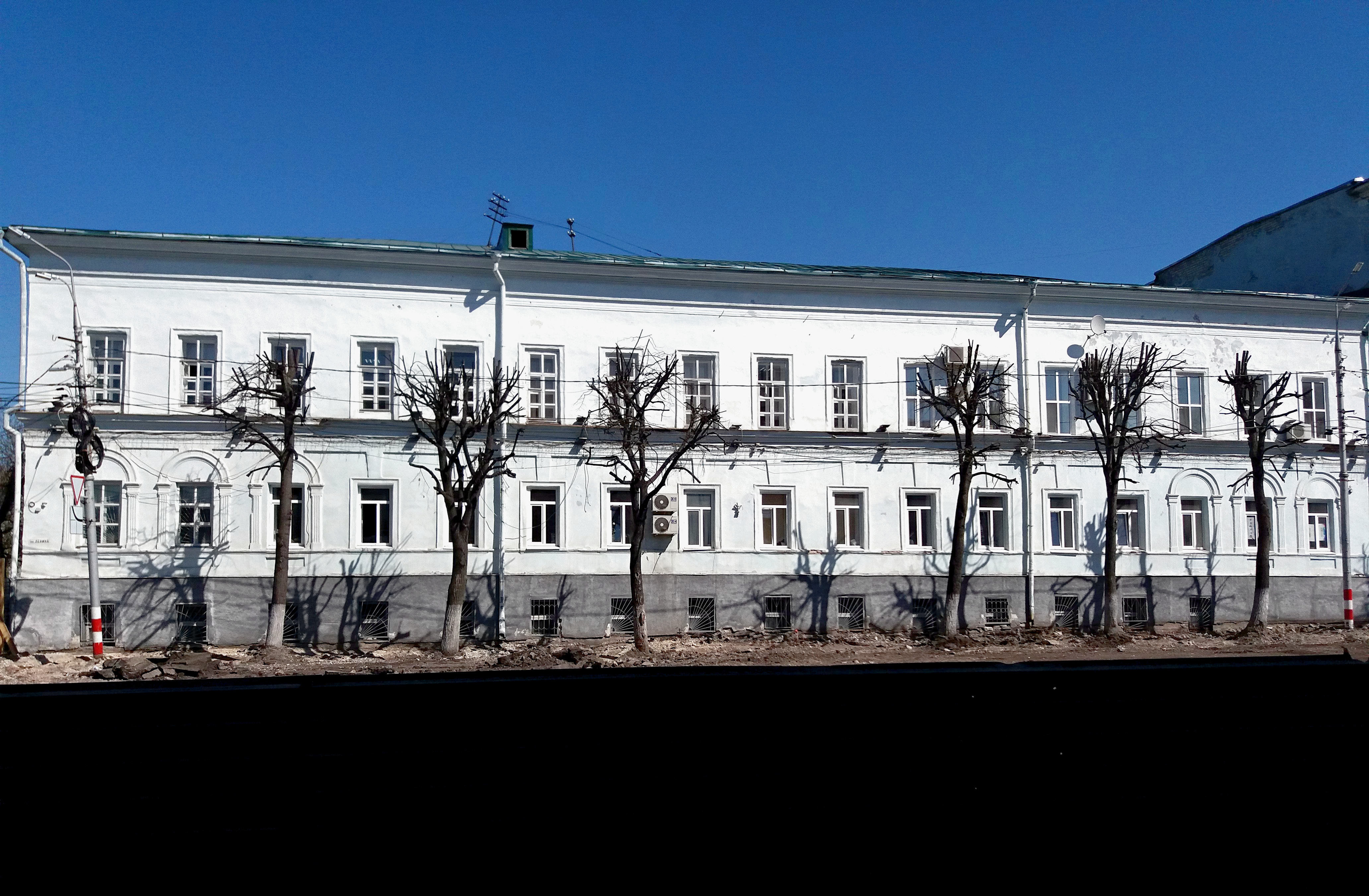
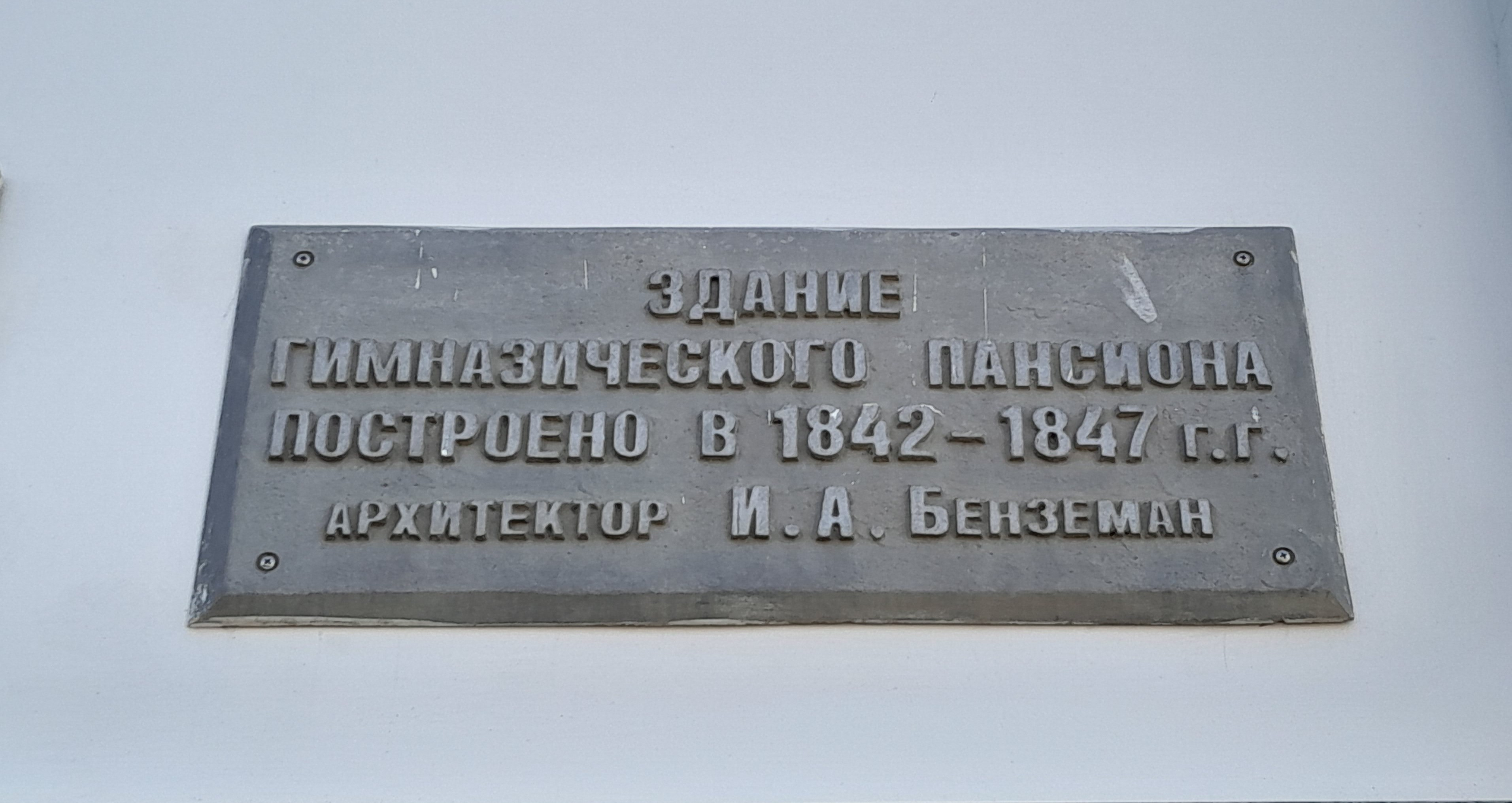
Мемориальная табличка на здании пансиона гимназии.
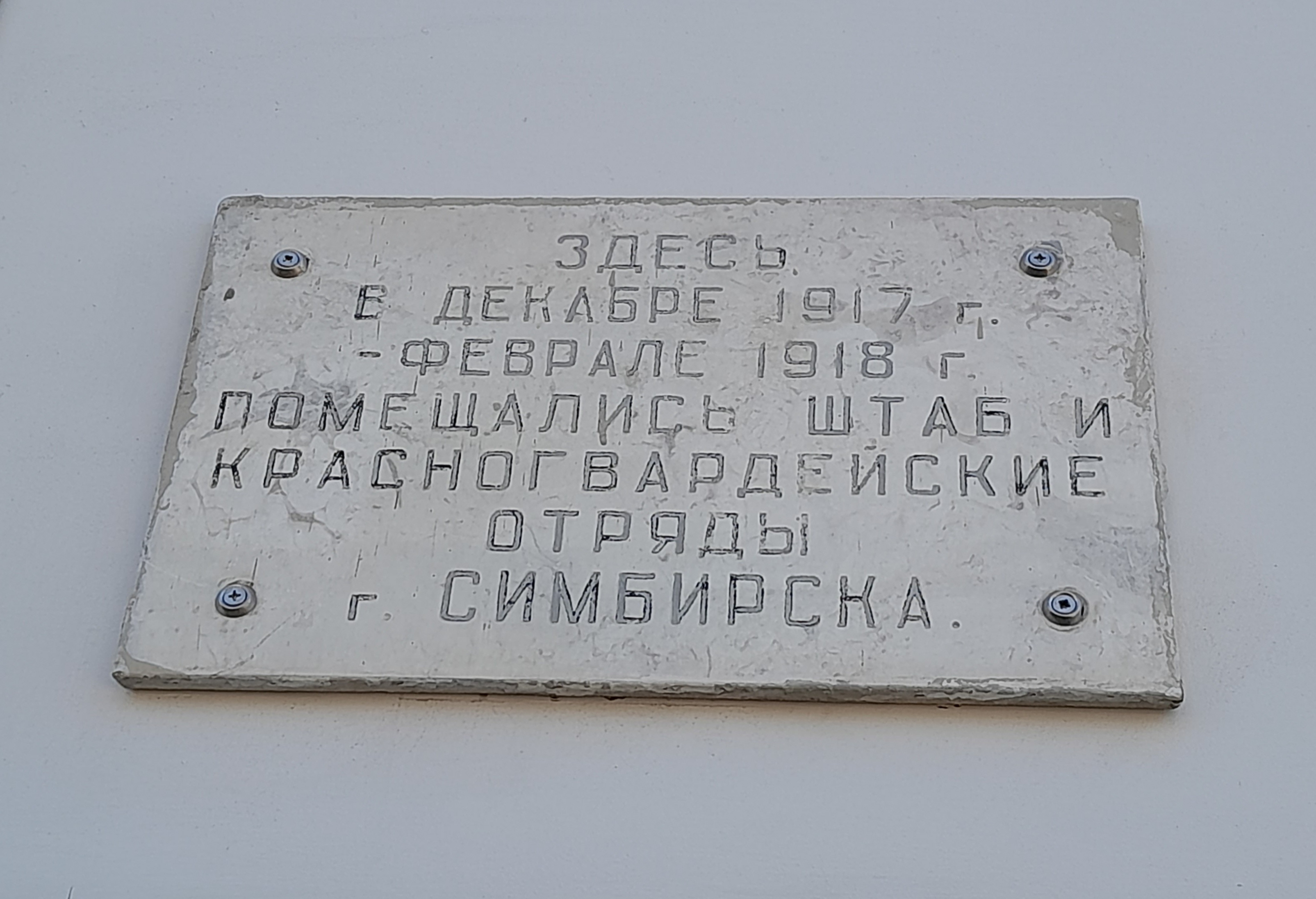
Мемориальная табличка на здании пансиона гимназии.
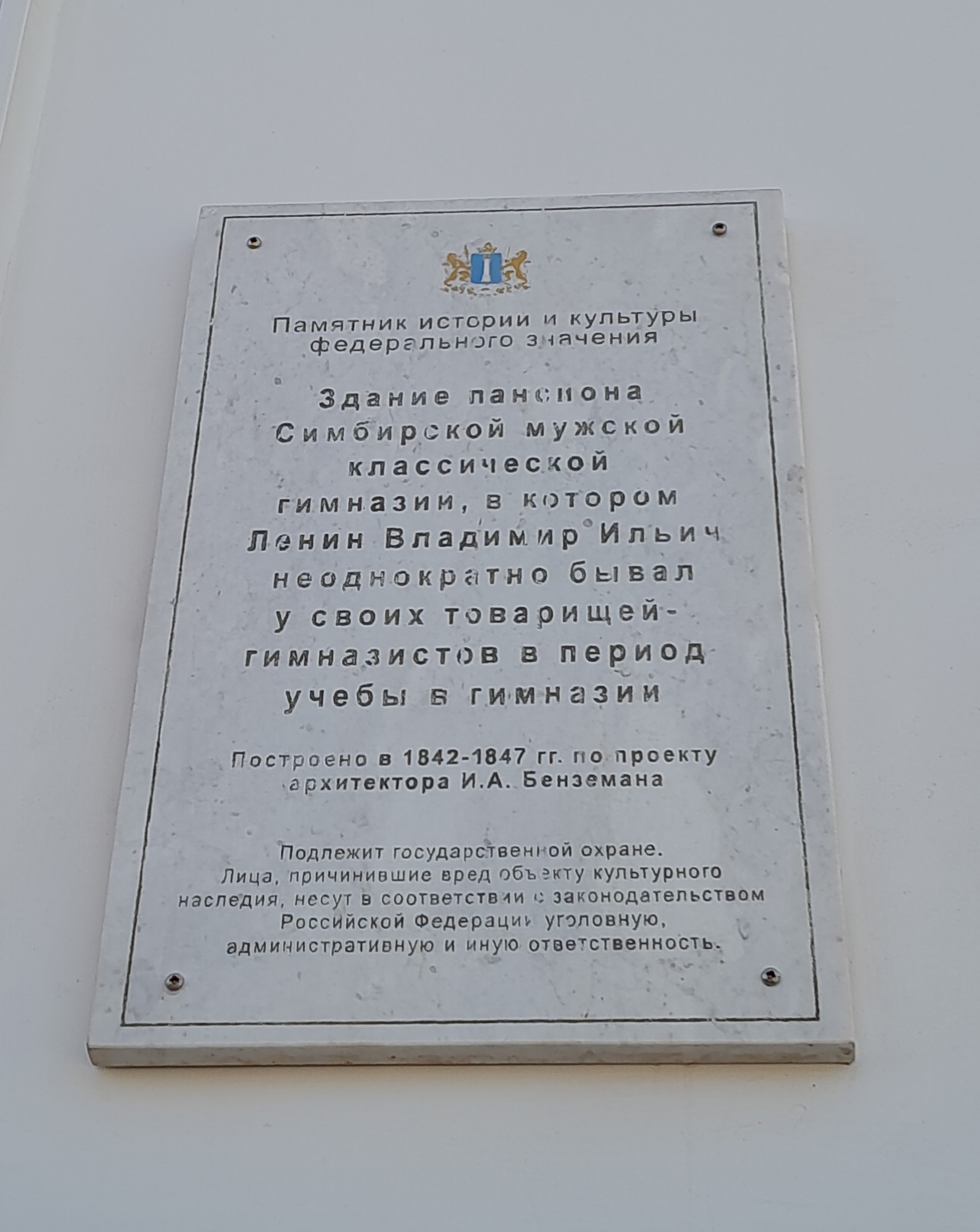
Мемориальная табличка на здании пансиона гимназии.